# ミリー・ボビー・ブラウン
ミリー・ボビー・ブラウン（Millie Esther Bobby Brown、2004年2月19日-）は、イギリスの女優、モデル。

## 生い立ち
イングランド人の両親ロバート・ブラウンとケリーのもと、4人兄弟の3番目としてスペインのマラガ県マルベーリャで生まれる。父は不動産業者。兄弟にはページ、チャーリー、エヴァがいる。4歳の時に一家はイギリス南部ドーセットのボーンマスに移り、それから4年後にアメリカ合衆国フロリダ州のオーランドに移住する。

## キャリア
2013年、テレビドラマ『ワンス・アポン・ア・タイム』のスピンオフのABCファンタジードラマ『ワンス・アポン・ア・タイム・イン・ワンダーランド』にゲスト出演して演技デビュー、子供の頃のアリスを演じる。
2014年にマディソン・オドネル役でBBCアメリカのパラノーマル・スリラードラマ『アンデッド』に出演する。その後、CBSの刑事ドラマ『NCIS 〜ネイビー犯罪捜査班』、ABCのシットコム『モダン・ファミリー』、ABCの医療ドラマ『グレイズ・アナトミー 恋の解剖学』にゲスト出演した。

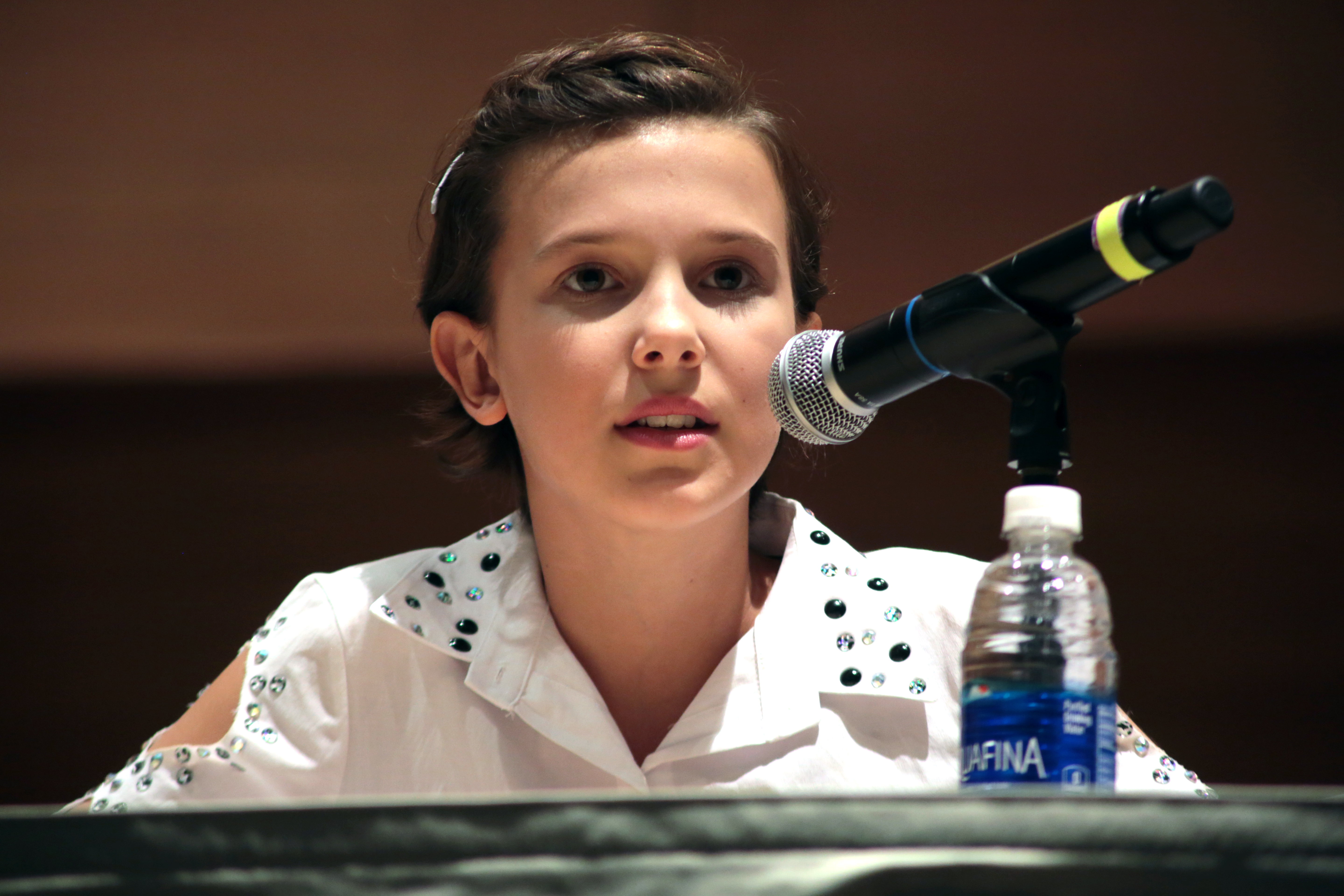
2016年

2016年にネットフリックス配信のSFドラマ『ストレンジャー・シングス 未知の世界』の大ヒットによって一躍スターダムにのし上がり、
全米映画俳優組合賞女優賞にノミネートされ、全米映画俳優組合賞アンサンブル賞を共演者と一緒に受賞した。シーズン2にも出演することが決まっている。
2016年11月にシグマやバーディーのシングル「Find Me」のミュージックビデオに出演する。2016年11月以降、シティグループの商業広告に登場している。2017年1月にカルバン・クラインの「バイ・アポイントメント」キャンペーンに起用され、モデルデビューする。そして翌月にモデルエージェンシーのIMGモデルズと契約する。
2019年に『ゴジラ キング・オブ・モンスターズ』で映画デビュー。

## 私生活
父や兄弟と同じくリヴァプールFCの熱狂的なサポーター。
2021年からジェイク・ボンジョヴィ（ジョン・ボン・ジョヴィの息子）と交際し、2023年4月に婚約を発表した。

## フィルモグラフィ

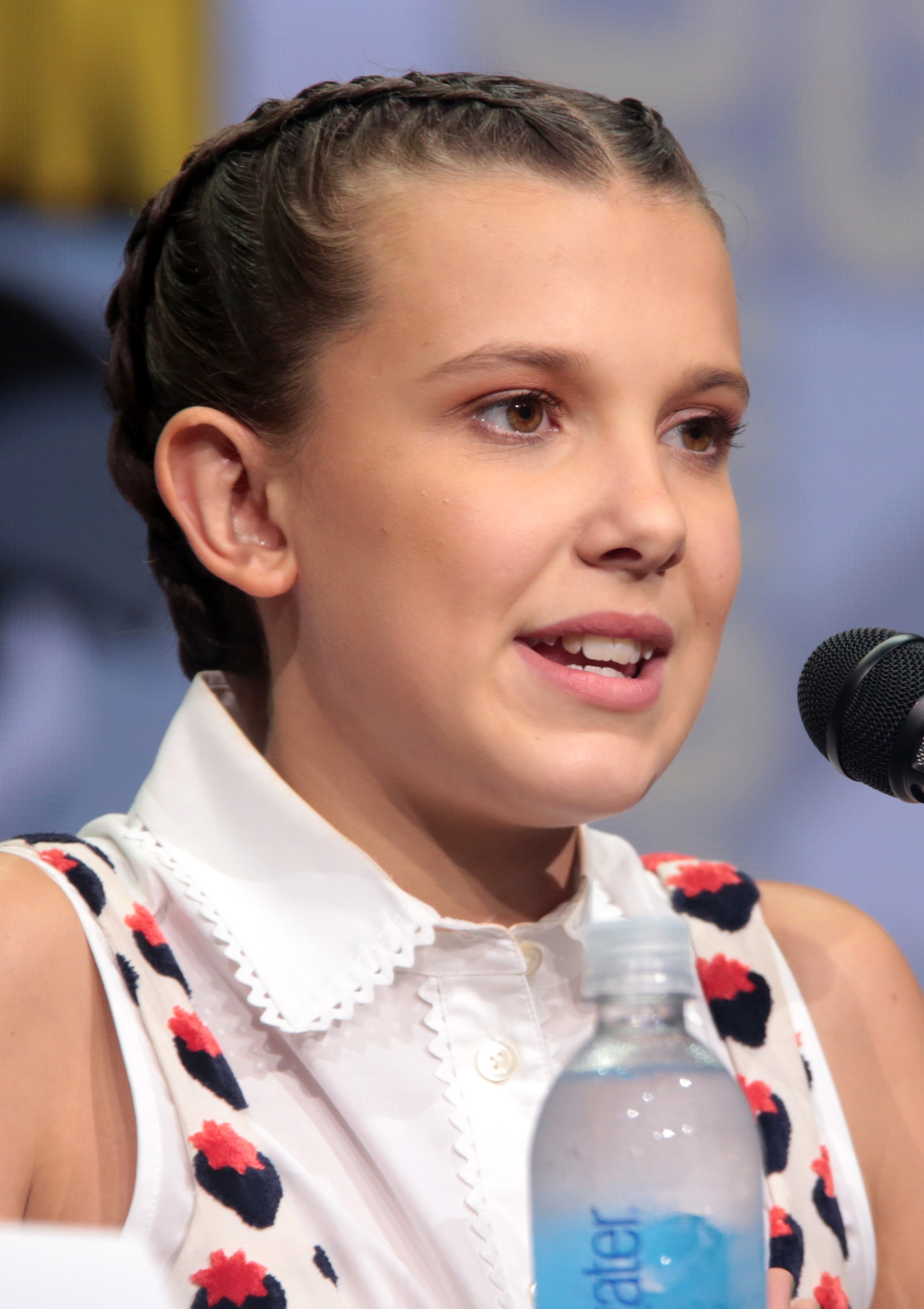
2017年

※太字表記は主演。

### 映画
| 年   | 題名                                                             | 役名                 | 備考                               | 吹替     |
| ---- | ---------------------------------------------------------------- | -------------------- | ---------------------------------- | -------- |
| 2019 | ゴジラ キング・オブ・モンスターズ Godzilla: King of the Monsters | マディソン・ラッセル |                                    | 芦田愛菜 |
| 2020 | エノーラ・ホームズの事件簿 Enola Holmes                          | エノーラ・ホームズ   | 兼製作総指揮 Netflixオリジナル映画 | 白石晴香 |
| 2021 | ゴジラvsコング Godzilla vs. Kong                                 | マディソン・ラッセル |                                    | 芦田愛菜 |
| 2022 | エノーラ・ホームズの事件簿2 Enola Holmes 2                       | エノーラ・ホームズ   | Netflixオリジナル映画              | 白石晴香 |
| 2024 | ダムゼル/運命を拓きし者 Damsel                                   | エローディ王女       | Netflixオリジナル映画              | Lynn     |
| 2025 | エレクトリック・ステイト The Electric State                      | ミシェル             | Netflixオリジナル映画              | 川勝未来 |

### テレビドラマ
| 年    | 題名                                                                            | 役名                 | 備考                                | 吹替     |
| ----- | ------------------------------------------------------------------------------- | -------------------- | ----------------------------------- | -------- |
| 2013  | ワンス・アポン・ア・タイム・イン・ワンダーランド Once Upon a Time in Wonderland | 子供の頃のアリス     | 計2話                               |          |
| 2014  | アンデッド Intruders                                                            | マディソン・オドネル | クレジット名ミリー・ブラウンで計8話 |          |
| 2014  | NCIS 〜ネイビー犯罪捜査班 NCIS                                                  | レイチェル・バーンズ | エピソード: 「隠れた悪意」          |          |
| 2015  | モダン・ファミリー Modern Family                                                | リジー               | エピソード: 「ドローンを倒せ!」     | N/A      |
| 2015  | グレイズ・アナトミー 恋の解剖学 Grey's Anatomy                                  | ルビー               | エピソード: 「電話の向こう」        |          |
| 2016– | ストレンジャー・シングス 未知の世界 Stranger Things                             | イレブン             | メインキャスト                      | 釘宮理恵 |

## 受賞とノミネート
| 年   | 候補作品                                            | 賞                             | 部門                                              | 結果       | 出典          |
| ---- | --------------------------------------------------- | ------------------------------ | ------------------------------------------------- | ---------- | ------------- |
| 2017 | ストレンジャー・シングス 未知の世界 Stranger Things | ピープルズ・チョイス・アワード | フェイバリットSF/ファンタジーテレビ女優           | ノミネート | [ 14 ] [ 15 ] |
| 2017 | ストレンジャー・シングス 未知の世界 Stranger Things | 全米映画俳優組合賞             | 全米映画俳優組合賞女優賞 (ドラマシリーズ)         | ノミネート | [ 16 ]        |
| 2017 | ストレンジャー・シングス 未知の世界 Stranger Things | 全米映画俳優組合賞             | 全米映画俳優組合賞アンサンブル賞 (ドラマシリーズ) | 受賞       | [ 16 ]        |
| 2017 | ストレンジャー・シングス 未知の世界 Stranger Things | ファンゴリア・チェーンソー賞   | ベストテレビ女優                                  | 受賞       | [ 17 ]        |
| 2017 | ストレンジャー・シングス 未知の世界 Stranger Things | サターン賞                     | サターン若手俳優賞テレビ部門                      | 受賞       | [ 18 ]        |
| 2017 | N/A                                                 | NMEアワーズ                    | ヒーローオブザイヤー                              | ノミネート | [ 19 ]        |